# Max Hempel (Musiker)
Max Hempel (* 31. Mai 1877 in Göttendorf (heute Ortsteil von Langenwetzendorf), Thüringen; † 25. Dezember 1959 in Augsburg) war ein deutscher Militärmusiker und Komponist.

## Leben
Er studierte ab 1891 in Weimar Musik und war dann Geiger im Kurorchester in Norderney. 1895 trat er als Militärmusiker in die bayerische Armee ein. Ab 1903 absolvierte er ein Studium an der Akademie der Tonkunst in München. 1905 schloss er sein Studium mit dem Examen ab, in dem darauf hingewiesen wurde, dass er sehr geeignet zum Militärkapellmeister wäre.
Als Musikmeister übernahm er am 1. Juli 1906 die Regimentskapelle des 1. Infanterie-Regiments in München, mit der er auch am 1. August 1914 ins Feld zog. Seine wohl bekannteste Komposition, der Marsch „Laridah“, entstand im Jahre 1918 in Frankreich. Er geht zurück auf eine altenglische Melodie des Liedes „Laridah“ und ist auch heute noch ein viel gespielter Marsch. Nach dem Ersten Weltkrieg wurde er Musikmeister beim II. Bataillon des Infanterie-Regiments Nr. 19 in Augsburg. Diese Kapelle galt als eine der besten Militärkapellen in Deutschland und wurde bei der Aufrüstung der Wehrmacht dem Augsburger Infanterie-Regiment 40 eingegliedert, dem Max Hempel bis zum Ende des Zweiten Weltkrieges angehörte. Nach dem Krieg leitete er das aus seinen ehemaligen Militärmusikern zusammengestellte „Augsburger Blasorchester“. Max Hempel arrangierte auch zahlreiche Werke aus dem klassischen Bereich (z. B. zahlreiche Ouvertüren von Franz von Suppè) für Blasorchester. Sein Nachlass befindet sich beim Allgäu-Schwäbischen Musikbund in Günzburg. In Augsburg ist eine Straße nach ihm benannt.

## Werke
- Laridah-Marsch, Herresmarschsammlung II: Nummer 154 (HM II, 154)
- M.A.N.-Marsch [Bayerische Staatsbibliothek, München] 4 Mus. pr. 2015 789
- Bayrisch Blau, Marsch
- General Ritter von Schoberth Marsch

## Bearbeitungen für Blasorchester
- Ouvertüre zur komischen Oper Banditenstreiche von Franz von Suppè
- Ouvertüre zu Dichter und Bauer von Franz von Suppè
- Ouvertüre zu Wilhelm Tell von Gioachino Rossini